# Miradż

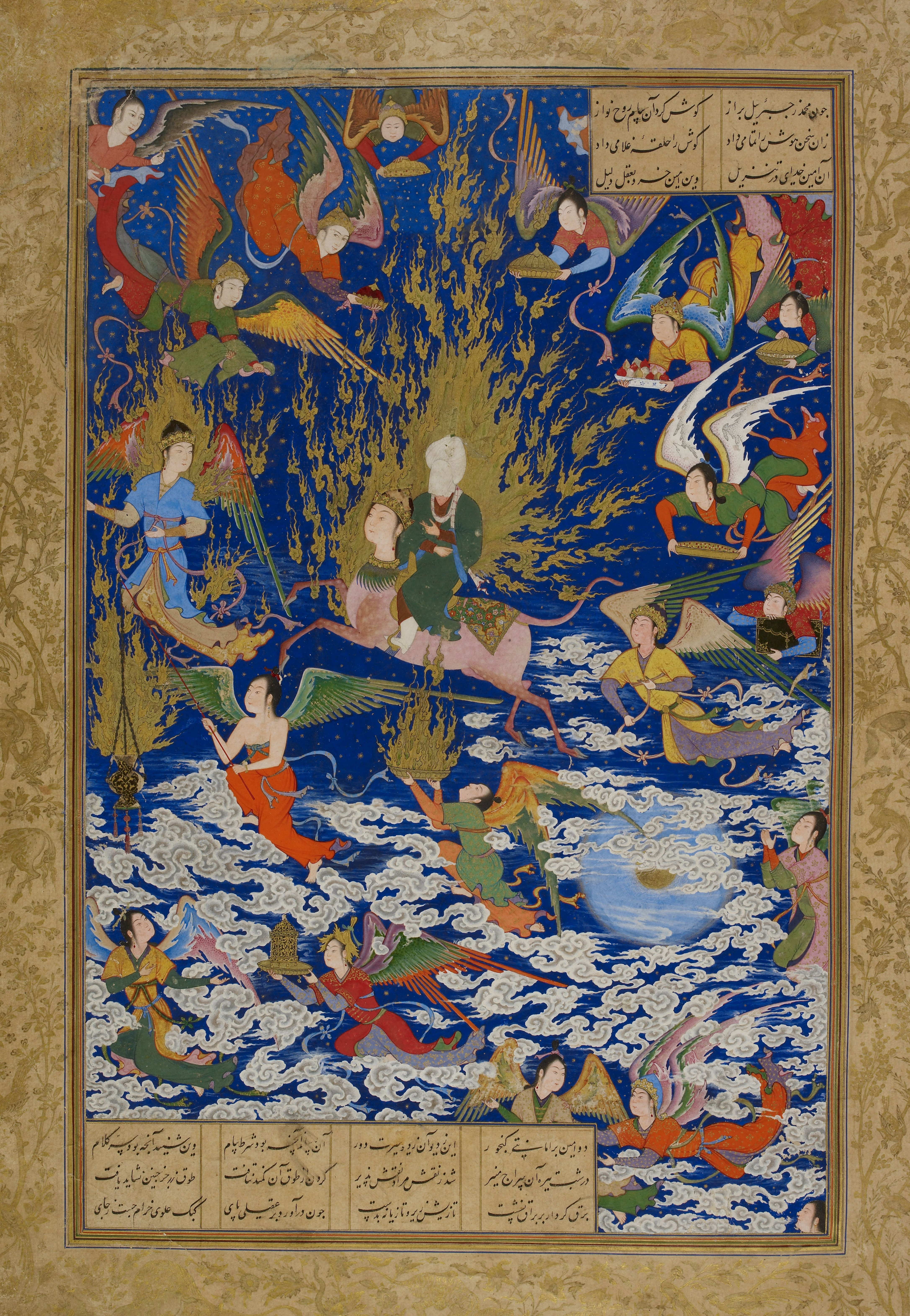
Miradż przedstawiony na ilustracji do Chamse Nizamiego

Miradż (arab. ‏المعراج‎, trb. al-miradż, trl. al-mi'rāğ, dosł. „miejsce wspięcia się”, „drabina”, w przenośni „wniebowstąpienie”) – druga część najważniejszego objawienia proroka Mahometa. Podczas miradżu archanioł Dżibril oprowadzał Mahometa po niebie, wyjaśniając mu sens wędrówki duszy ludzkiej przed oblicze Stwórcy po śmierci na ziemi. Wówczas też Mahometowi przekazane zostały podstawowe zasady muzułmańskie, w tym obowiązek odmawiania modlitwy pięć razy dziennie, co miało odróżnić islam od judaizmu. W islamie Miradż stał się symbolem ostatecznego zjednoczenia z Bogiem i drogi proroka, którą trzeba naśladować, aby osiągnąć doskonałość duchową.

## Rocznice miradżu wedługkalendarza muzułmańskiego
- 10 stycznia 1994 (1414)
- 30 grudnia 1994 (1415)
- 20 grudnia 1995 (1416)
- 8 grudnia 1996 (1417)
- 28 listopada 1997 (1418)
- 17 listopada 1998 (1419)
- 6 listopada 1999 (1420)
- 25 października 2000 (1421)
- 15 października 2001 (1422)
- 4 października 2002 (1423)
- 24 września 2003 (1424)
- 12 września 2004 (1425)
- 1 września 2005 (1426)
- 21 sierpnia 2006 (1427)
- 11 sierpnia 2007 (1428)
- 30 lipca 2008 (1429)
- 20 lipca 2009 (1430)
- 10 lipca 2010 (1431)
- 29 czerwca 2011 (1432)
- 17 czerwca 2012 (1433)
- 6 czerwca 2013 (1434)
- 26 maja 2014 (1435)
- 16 maja 2015 (1436)
- 4 maja 2016 (1437)
- 24 kwietnia 2017 (1438)
- 13 kwietnia 2018 (1439)
- 3 kwietnia 2019 (1440)
- 22 marca 2020 (1441)